# Viatcheslav Mikhaïlevski
Viatcheslav Mikhaïlevski, né le 6 mai 1991, est un rameur russe.

## Palmarès

### Championnats d'Europe
- 2015 à Poznań, (Pologne)
  -  Médaille d'or en Quatre de couple